# Hipparcheion
Das Hipparcheion (altgriechisch ἱππαρχεῖον) war das Hauptquartier der militärischen Reiterei der Polis Athen. Es existierte vermutlich seit dem 6. oder 5. Jahrhundert vor Christus bis in das 2. Jahrhundert vor Christus hinein. Im Bereich nordwestlich der antiken Agora wurden Urkunden, insbesondere beschriftete Bleitäfelchen mit Musterungslisten von Reitern (Hippeis) gefunden. Unter anderem deshalb wird vermutet, dass das Hipparcheion dort gelegen haben kann. Archäologisch wurde es bis heute allerdings nicht lokalisiert.
Die athenische Reiterei wurde von zwei Hipparchen, die jährlich gewählt wurden, angeführt. Ihnen waren die 10 Phylarchen, die Anführer der Reiterei der 10 Phylen, unterstellt.